# Elecciones municipales de Arequipa de 2018
Las elecciones municipales de Arequipa de 2018 se llevaron a cabo el 7 de octubre de 2018 para elegir al alcalde y al Concejo Provincial de Arequipa para el periodo 2019-2022. La elección se celebró simultáneamente con elecciones regionales y municipales (provinciales y distritales) en todo el Perú.
Como resultado de esta elección, Omar Candia Aguilar, candidato del Movimiento Independiente Regional Arequipa Renace, obtuvo el 14.90% de votos válidos y resultó electo como alcalde provincial de Arequipa por una diferencia de 207 votos.

## Sistema electoral
La Municipalidad Provincial de Arequipa es el órgano administrativo y de gobierno de la provincia de Arequipa. Está compuesta por el alcalde y el Concejo Provincial.
La votación del alcalde y el concejo se realiza en base al sufragio universal, que comprende a todos los ciudadanos nacionales mayores de dieciocho años, empadronados y residentes en la provincia de Arequipa y en pleno goce de sus derechos políticos, así como a los ciudadanos no nacionales residentes y empadronados en la provincia de Arequipa. No hay reelección inmediata de alcaldes.
El Concejo Provincial de Arequipa está compuesto por 15 regidores elegidos por sufragio directo para un período de cuatro (4) años, en forma conjunta con la elección del alcalde (quien lo preside). La votación es por lista cerrada y bloqueada. Se asigna a la lista ganadora los escaños según el método d'Hondt o la mitad más uno, lo que más le favorezca.

## Composición del Concejo Provincial de Arequipa
La siguiente tabla muestra la composición del Concejo Provincial de Arequipa antes de las elecciones.
| Partidos | Partidos                             | Regidores |
| -------- | ------------------------------------ | --------- |
|          | Arequipa Renace                      | 9         |
|          | Juntos por el Desarrollo de Arequipa | 3         |
|          | Arequipa - Unidos por el Gran Cambio | 2         |
|          | Vamos Perú                           | 1         |

## Partidos y candidatos
A continuación se muestra una lista de los principales partidos y alianzas electorales que participaron en las elecciones:
| Candidatura | Candidatura | Partidos y alianzas                                         | Candidatos | Candidatos                 | Ideología                                                          | Resultado previo | Resultado previo | Ref.  |
| Candidatura | Candidatura | Partidos y alianzas                                         | Candidatos | Candidatos                 | Ideología                                                          | Votos (%)        | Reg.             | Ref.  |
| ----------- | ----------- | ----------------------------------------------------------- | ---------- | -------------------------- | ------------------------------------------------------------------ | ---------------- | ---------------- | ----- |
|             | AR          | Lista - Arequipa Renace (AR)                                |            | Omar Candia Aguilar        | Regionalismo arequipeño                                            | 26.74%           | 9                | [ 3 ] |
|             | JDA         | Lista - Juntos por el Desarrollo de Arequipa (JDA)          |            | Víctor Rivera Chávez       | Regionalismo arequipeño                                            | 22.46%           | 3                | [ 3 ] |
|             | AUGC        | Lista - Arequipa - Unidos por el Gran Cambio (AUGC)         |            | Álvaro Moscoso Mercado     | Regionalismo arequipeño                                            | 14.34%           | 2                | [ 3 ] |
|             | VP          | Lista - Vamos Perú (VP)                                     |            | Alan Guillén Rodríguez     | Populismo Socialdemocracia                                         | 11.20%           | 1                | [ 3 ] |
|             | FA          | Lista - Fuerza Arequipeña (FA)                              |            | Marco Falconí Picardo      | Regionalismo arequipeño                                            | 4.31%            | 0                | [ 3 ] |
|             | APP         | Lista - Alianza para el Progreso (APP)                      |            | Jaime Talavera Apaza       | Liberalismo económico Conservadurismo liberal Populismo de derecha | 2.72%            | 0                | [ 3 ] |
|             | SU          | Lista - Siempre Unidos (SU)                                 |            | Esdras Medina Minaya       | Partido atrapalotodo                                               | 2.20%            | 0                | [ 3 ] |
|             | AP          | Lista - Acción Popular (AP)                                 |            | Pedro Martínez Talavera    | Partido atrapalotodo                                               | 2.13%            | 0                | [ 3 ] |
|             | UPP         | Lista - Unión por el Perú (UPP)                             |            | Roger Arredondo García     | Etnocacerismo Nacionalismo de izquierda Ultranacionalismo          | 1.46%            | 0                | [ 3 ] |
|             | PPC         | Lista - Partido Popular Cristiano (PPC)                     |            | Karla Dueñas Laura         | Democracia cristiana Conservadurismo social Liberalismo económico  | 1.31%            | 0                | [ 3 ] |
|             | RN          | Lista - Restauración Nacional (RN)                          |            | Yamel Romero Peralta       | Liberalismo económico Humanismo cristiano Evangelismo              | 1.13%            | 0                | [ 3 ] |
|             | DD          | Lista - Democracia Directa (DD)                             |            | Luis Arias León            | Socialismo Nacionalismo de izquierda Ecologismo                    | 0.87%            | 0                | [ 3 ] |
|             | FA          | Lista - Frente Amplio (FA)                                  |            | Maik Larico Ramos          | Socialismo Ecologismo Descentralización                            | 0.81%            | 0                | [ 3 ] |
|             | PPS         | Lista - Perú Patria Segura (PPS)                            |            | Gregorio Corrales Delgado  | Conservadurismo liberal Liberalismo económico                      | 0.34%            | 0                | [ 3 ] |
|             | Frepap      | Lista - Frente Popular Agrícola del Perú (Frepap)           |            | Agripino Ccancce Rivas     | Israelismo Fundamentalismo cristiano Populismo                     | Nuevo            | Nuevo            | [ 3 ] |
|             | SP          | Lista - Somos Perú (SP)                                     |            | Germán Rodríguez Rodríguez | Democracia cristiana Conservadurismo social                        | Nuevo            | Nuevo            | [ 3 ] |
|             | TPP         | Lista - Todos por el Perú (TPP)                             |            | Gary Marroquin Mendoza     | Liberalismo Humanismo Progresismo                                  | Nuevo            | Nuevo            | [ 3 ] |
|             | PP          | Lista - Podemos por el Progreso del Perú (PP)               |            | Heber Cueva Escobedo       | Conservadurismo social Populismo Nacionalismo                      | Nuevo            | Nuevo            | [ 3 ] |
|             | JxS         | Lista - Juntos por el Sur (JxS)                             |            | Edward Gallegos Vargas     | Regionalismo arequipeño                                            | Nuevo            | Nuevo            | [ 3 ] |
|             | AA          | Lista - Movimiento Regional Arequipa Avancemos (AA)         |            | Elvis Delgado Bacigalupi   | Regionalismo arequipeño                                            | Nuevo            | Nuevo            | [ 3 ] |
|             | AT          | Lista - Arequipa Transformación (AT)                        |            | Rocío Mango Chipana        | Regionalismo arequipeño                                            | Nuevo            | Nuevo            | [ 3 ] |
|             | AM          | Lista - Movimiento Regional Independiente Arequipa Mía (AM) |            | María Agüero Gutiérrez     | Regionalismo arequipeño                                            | Nuevo            | Nuevo            | [ 3 ] |
|             | TPA         | Lista - Todos por Arequipa (TPA)                            |            | Manuel Vera Paredes        | Regionalismo arequipeño                                            | Nuevo            | Nuevo            | [ 3 ] |

## Sondeos de opinión
Las siguientes tablas enumeran las estimaciones de la intención de voto en orden cronológico inverso, mostrando las más recientes primero y utilizando las fechas en las que se realizó el trabajo de campo de la encuesta. Cuando se desconocen las fechas del trabajo de campo, se proporciona la fecha de publicación.
Leyenda:
     Sondeo realizado en el periodo de prohibición legal de la difusión de sondeos de intención de voto.

### Intención de voto
La siguiente tabla enumera las estimaciones ponderadas (sin incluir votos en blanco y nulos) de la intención de voto.
| Encuestadora/Medio             | Fecha             | Muestra | Omar Candia | Víctor Rivera | Álvaro Moscoso | Marco Falconí | Elvis Delgado | Rocío Mango | Jaime Talavera | Dif. |  |  |  |  |
| ------------------------------ | ----------------- | ------- | ----------- | ------------- | -------------- | ------------- | ------------- | ----------- | -------------- | ---- |  |  |  |  |
| Encuestadora/Medio             | Fecha             | Muestra |             |               |                |               |               |             |                |      |  |  |  |  |
| Elecciones municipales de 2018 | 7 oct 2018        | —       | 14.90       | 14.86         | 12.9           | 7.7           | 7.0           | 5.6         | 4.3            | 0.04 |  |  |  |  |
|                                |                   |         |             |               |                |               |               |             |                |      |  |  |  |  |
| Ipsos Perú/América             | 7 oct 2018        | ?       | 15.2        | 16.8          | 12.7           | –             | 8.3           | –           | –              | 1.6  |  |  |  |  |
| Ipsos Perú/América             | 7 oct 2018        | ?       | 15.0        | 16.1          | 13.0           | 7.1           | –             | –           | –              | 1.1  |  |  |  |  |
| AmaKella/Radio Yaraví          | 7 oct 2018        | ?       | 16.8        | 16.3          | 16.5           | –             | –             | –           | –              | 0.3  |  |  |  |  |
| Cpemcep                        | 28–29 sep 2018    | 1460    | 25.1        | 17.8          | 19.3           | 8.3           | 4.9           | –           | 3.7            | 5.8  |  |  |  |  |
| CPI/RPP                        | 26–29 sep 2018    | 300     | 18.0        | 22.0          | 9.7            | 3.5           | 5.4           | 5.4         | 4.0            | 4.0  |  |  |  |  |
| iConn Perú                     | 27–28 sep 2018    | 849     | 27.0        | 16.6          | 17.0           | 11.1          | 5.3           | –           | 4.7            | 10.0 |  |  |  |  |
| Cpemcep                        | 14–16 sep 2018    | 1460    | 22.8        | 15.2          | 16.8           | 9.2           | 4.4           | –           | 3.6            | 6.0  |  |  |  |  |
| Datum/CCIA                     | 6–10 sep 2018     | 501     | 29.6        | 12.0          | 16.3           | 11.3          | 6.4           | 2.5         | 3.9            | 13.3 |  |  |  |  |
| Cpemcep                        | 30–31 ago 2018    | 1460    | 20.2        | 14.9          | 18.1           | 9.2           | 3.1           | –           | 3.5            | 2.1  |  |  |  |  |
| iConn Perú                     | 25–28 ago 2018    | 849     | 22.7        | 15.9          | 18.0           | 9.5           | –             | –           | 5.2            | 3.6  |  |  |  |  |
| Cpemcep                        | 16–17 ago 2018    | 1460    | 21.5        | 17.0          | 18.5           | 6.8           | 4.8           | –           | –              | 3.0  |  |  |  |  |
| Cpemcep                        | 30–31 jul 2018    | 1500    | 22.3        | 20.0          | 19.5           | 6.1           | 2.6           | –           | –              | 2.3  |  |  |  |  |
| Cpemcep                        | 1–2 jul 2018      | 1164    | 21.9        | 22.3          | 16.5           | 5.6           | 2.2           | –           | 1.3            | 0.4  |  |  |  |  |
| Cpemcep                        | 28–29 abr 2018    | 4400    | 21.2        | 19.5          | 17.3           | 3.6           | –             | –           | –              | 1.7  |  |  |  |  |
| Cpemcep                        | 31 mar–1 abr 2018 | 4400    | 17.6        | 16.6          | 15.8           | 3.7           | –             | –           | –              | 1.0  |  |  |  |  |
| Sociedad Política              | 30–31 mar 2018    | 400     | 20.0        | 6.1           | 5.8            | 9.9           | –             | –           | –              | 10.1 |  |  |  |  |
| Cpemcep                        | 24–25 feb 2018    | 4400    | 20.0        | 14.5          | 16.6           | 3.3           | –             | –           | –              | 3.4  |  |  |  |  |
| Cpemcep                        | 27–28 ene 2018    | 4200    | 20.3        | 14.9          | 15.6           | 4.1           | –             | –           | –              | 4.7  |  |  |  |  |
| Cpemcep                        | 29–30 dic 2017    | 4500    | 17.3        | 13.7          | 11.8           | 4.1           | –             | –           | –              | 3.6  |  |  |  |  |
| Cpemcep                        | 2–3 dic 2017      | 4200    | 17.1        | 13.5          | 14.1           | 3.1           | –             | –           | –              | 3.0  |  |  |  |  |
| Cpemcep                        | 28–29 oct 2017    | 4200    | 17.6        | 14.0          | 14.3           | 2.8           | –             | –           | –              | 3.3  |  |  |  |  |
| Cpemcep                        | 30 sep–1 oct 2017 | 2100    | 15.5        | 11.2          | 12.2           | 3.4           | –             | –           | –              | 3.3  |  |  |  |  |
| UNSA                           | 30–31 ago 2017    | 1020    | 12.1        | 5.5           | 6.7            | 5.7           | –             | –           | –              | 5.7  |  |  |  |  |
| Cpemcep                        | 26–27 ago 2017    | 2100    | 15.5        | 13.3          | 12.9           | 2.3           | –             | –           | –              | 2.2  |  |  |  |  |
| UNSA                           | 29–31 jul 2017    | 1032    | 9.8         | –             | 6.1            | 6.3           | –             | –           | –              | 3.5  |  |  |  |  |
| Cpemcep                        | 22–23 jul 2017    | 2100    | 12.9        | 12.4          | 12.7           | 1.9           | –             | –           | –              | 0.2  |  |  |  |  |
| UNSA                           | 28–30 jun 2017    | 1032    | 10.8        | 7.1           | –              | –             | –             | –           | –              | 3.7  |  |  |  |  |
| Cpemcep                        | 23–25 jun 2017    | 2100    | 12.2        | 11.0          | 11.0           | –             | –             | –           | –              | 1.2  |  |  |  |  |
| Cpemcep                        | 25–27 may 2017    | 840     | 20.3        | 11.1          | 19.0           | –             | –             | –           | –              | 1.3  |  |  |  |  |
| Cpemcep                        | 15–17 abr 2017    | 600     | 22.3        | 6.0           | 20.7           | –             | –             | –           | –              | 1.6  |  |  |  |  |

### Preferencias de voto
La siguiente tabla enumera las preferencias de voto en bruto (incluyendo blancos, viciados y sin respuesta) y no ponderadas.
| Encuestadora/Medio             | Fecha             | Muestra | Omar Candia | Víctor Rivera | Álvaro Moscoso | Marco Falconí | Elvis Delgado | Rocío Mango | Jaime Talavera | B/V  | NS/NO | Dif. |  |  |  |
| ------------------------------ | ----------------- | ------- | ----------- | ------------- | -------------- | ------------- | ------------- | ----------- | -------------- | ---- | ----- | ---- |  |  |  |
| Encuestadora/Medio             | Fecha             | Muestra |             |               |                |               |               |             |                |      |       |      |  |  |  |
| Elecciones municipales de 2018 | 7 oct 2018        | —       | 11.42       | 11.39         | 9.9            | 5.9           | 5.3           | 4.3         | 3.3            | 23.3 | –     | 0.03 |  |  |  |
|                                |                   |         |             |               |                |               |               |             |                |      |       |      |  |  |  |
| Cpemcep                        | 28–29 sep 2018    | 1460    | 19.1        | 13.5          | 14.7           | 6.3           | 3.7           | –           | 2.8            | –    | 24.0  | 4.4  |  |  |  |
| CPI/RPP                        | 26–29 sep 2018    | 300     | 10.7        | 13.1          | 5.8            | 2.1           | 3.2           | 3.2         | 2.4            | 32.4 | 8.2   | 2.4  |  |  |  |
| iConn Perú                     | 27–28 sep 2018    | 849     | 21.9        | 13.5          | 13.8           | 9.0           | 4.3           | –           | 3.8            | –    | 18.8  | 8.1  |  |  |  |
| Cpemcep                        | 14–16 sep 2018    | 1460    | 18.3        | 12.2          | 13.5           | 7.4           | 3.5           | –           | 2.9            | –    | 19.6  | 4.8  |  |  |  |
| Datum/CCIA                     | 6–10 sep 2018     | 501     | 20.0        | 8.1           | 11.0           | 7.6           | 4.3           | 1.7         | 2.6            | 14.6 | 17.9  | 9.0  |  |  |  |
| Cpemcep                        | 30–31 ago 2018    | 1460    | 16.2        | 11.9          | 14.5           | 7.4           | 2.5           | –           | 2.8            | –    | 19.9  | 1.7  |  |  |  |
| iConn Perú                     | 25–28 ago 2018    | 849     | 17.4        | 12.2          | 13.8           | 7.3           | –             | –           | 4.0            | –    | 23.2  | 3.6  |  |  |  |
| Cpemcep                        | 16–17 ago 2018    | 1460    | 15.8        | 12.5          | 13.6           | 5.0           | 3.5           | –           | –              | –    | 26.6  | 2.2  |  |  |  |
| Cpemcep                        | 30–31 jul 2018    | 1500    | 14.7        | 13.2          | 12.9           | 4.0           | 1.7           | –           | –              | –    | 34.0  | 1.5  |  |  |  |
| Cpemcep                        | 1–2 jul 2018      | 1164    | 14.0        | 14.2          | 10.5           | 3.6           | 1.4           | –           | 0.8            | –    | 36.2  | 0.2  |  |  |  |
| Cpemcep                        | 28–29 abr 2018    | 4400    | 14.2        | 13.1          | 11.6           | 2.4           | –             | –           | –              | –    | 32.9  | 1.1  |  |  |  |
| Cpemcep                        | 31 mar–1 abr 2018 | 4400    | 13.7        | 12.9          | 12.3           | 2.9           | –             | –           | –              | –    | 22.1  | 0.8  |  |  |  |
| Sociedad Política              | 30–31 mar 2018    | 400     | 14.4        | 4.4           | 4.2            | 7.1           | –             | –           | –              | –    | 28.0  | 7.3  |  |  |  |
| Cpemcep                        | 24–25 feb 2018    | 4400    | 16.3        | 11.8          | 13.5           | 2.7           | –             | –           | –              | –    | 18.6  | 2.8  |  |  |  |
| Cpemcep                        | 27–28 ene 2018    | 4200    | 16.9        | 12.4          | 13.0           | 3.4           | –             | –           | –              | –    | 16.9  | 3.9  |  |  |  |
| Cpemcep                        | 29–30 dic 2017    | 4500    | 15.6        | 12.4          | 10.7           | 3.7           | –             | –           | –              | –    | 9.7   | 3.2  |  |  |  |
| Cpemcep                        | 2–3 dic 2017      | 4200    | 15.7        | 12.4          | 12.9           | 2.8           | –             | –           | –              | –    | 8.2   | 2.8  |  |  |  |
| Cpemcep                        | 28–29 oct 2017    | 4200    | 17.3        | 13.8          | 14.1           | 2.8           | –             | –           | –              | –    | 1.5   | 3.2  |  |  |  |
| Cpemcep                        | 30 sep–1 oct 2017 | 2100    | 13.4        | 9.7           | 10.5           | 2.9           | –             | –           | –              | –    | 13.6  | 2.9  |  |  |  |
| UNSA                           | 30–31 ago 2017    | 1020    | 11.5        | 5.2           | 6.3            | 5.4           | –             | –           | –              | –    | 5.3   | 5.2  |  |  |  |
| Cpemcep                        | 26–27 ago 2017    | 2100    | 12.9        | 11.1          | 10.8           | 1.9           | –             | –           | –              | –    | 16.6  | 1.8  |  |  |  |
| UNSA                           | 29–31 jul 2017    | 1032    | 9.1         | –             | 5.7            | 5.9           | –             | –           | –              | –    | 6.8   | 3.2  |  |  |  |
| Opinión & Punto                | 28–29 jul 2017    | 1000    | 5.0         | –             | 6.6            | –             | –             | –           | –              | –    | –     | 1.6  |  |  |  |
| Cpemcep                        | 22–23 jul 2017    | 2100    | 11.5        | 11.0          | 11.3           | 1.7           | –             | –           | –              | –    | 11.1  | 0.2  |  |  |  |
| UNSA                           | 28–30 jun 2017    | 1032    | 7.6         | 5.0           | –              | –             | –             | –           | –              | –    | 29.4  | 2.6  |  |  |  |
| Cpemcep                        | 23–25 jun 2017    | 2100    | 10.0        | 9.0           | 9.0            | –             | –             | –           | –              | –    | 18.0  | 1.0  |  |  |  |
| Cpemcep                        | 25–27 may 2017    | 840     | 12.8        | 7.0           | 12.0           | –             | –             | –           | –              | –    | 37.0  | 0.8  |  |  |  |
| Opinión & Punto                | 30 abr–1 may 2017 | 1000    | 5.2         | 6.7           | 6.2            | –             | –             | –           | –              | –    | –     | 0.5  |  |  |  |
| Cpemcep                        | 15–17 abr 2017    | 600     | 12.6        | 3.4           | 11.7           | –             | –             | –           | –              | –    | 43.6  | 0.9  |  |  |  |

## Resultados

### Sumario general
|                        |                                                     |              |              |              |           |           |
| Partidos y coaliciones | Partidos y coaliciones                              | Voto popular | Voto popular | Voto popular | Regidores | Regidores |
| Partidos y coaliciones | Partidos y coaliciones                              | Votos        | %            | +/−          | Total     | +/−       |
|                        | Arequipa Renace (AR)                                | 82,750       | 14.90        | –11.84       | 9         | ±0        |
|                        | Juntos por el Desarrollo de Arequipa (JDA)          | 82,543       | 14.86        | –7.60        | 2         | –1        |
|                        | Arequipa - Unidos por el Gran Cambio (AUGC)         | 71,769       | 12.92        | –1.42        | 2         | ±0        |
|                        | Fuerza Arequipeña (FA)                              | 42,994       | 7.74         | +3.43        | 1         | +1        |
|                        | Movimiento Regional Arequipa Avancemos (AA)         | 38,732       | 6.97         | Nuevo        | 1         | +1        |
|                        | Arequipa Transformación (AT)                        | 30,924       | 5.57         | Nuevo        | 0         | ±0        |
|                        | Alianza para el Progreso (APP)                      | 24,121       | 4.34         | n/a          | 0         | ±0        |
|                        | Acción Popular (AP)                                 | 22,127       | 3.98         | +1.85        | 0         | ±0        |
|                        | Todos por Arequipa (TPA)                            | 21,361       | 3.85         | Nuevo        | 0         | ±0        |
|                        | Siempre Unidos (SU)                                 | 19,470       | 3.50         | +1.30        | 0         | ±0        |
|                        | Frente Amplio (FA)                                  | 19,323       | 3.48         | +2.67        | 0         | ±0        |
|                        | Todos por el Perú (TPP)                             | 17,724       | 3.19         | Nuevo        | 0         | ±0        |
|                        | Partido Popular Cristiano (PPC)                     | 13,098       | 2.36         | +1.05        | 0         | ±0        |
|                        | Restauración Nacional (RN)                          | 11,491       | 2.07         | +0.94        | 0         | ±0        |
|                        | Frente Popular Agrícola del Perú (Frepap)           | 11,095       | 2.00         | Nuevo        | 0         | ±0        |
|                        | Movimiento Regional Independiente Arequipa Mía (AM) | 10,089       | 1.82         | Nuevo        | 0         | ±0        |
|                        | Juntos por el Sur (JxS)                             | 9,053        | 1.63         | n/a          | 0         | ±0        |
|                        | Somos Perú (SP)                                     | 7,077        | 1.27         | n/a          | 0         | ±0        |
|                        | Podemos por el Progreso del Perú (PP)               | 5,653        | 1.02         | Nuevo        | 0         | ±0        |
|                        | Vamos Perú (VP)                                     | 4,370        | 0.79         | –10.41       | 0         | –1        |
|                        | Democracia Directa (DD)                             | 4,165        | 0.75         | –0.12        | 0         | ±0        |
|                        | Perú Patria Segura (PPS)                            | 3,049        | 0.55         | +0.19        | 0         | ±0        |
|                        | Unión por el Perú (UPP)                             | 2,538        | 0.46         | –1.00        | 0         | ±0        |
|                        |                                                     |              |              |              |           |           |
| Total                  | Total                                               | 555,516      |              |              | 15        | ±0        |
|                        |                                                     |              |              |              |           |           |
| Votos válidos          | Votos válidos                                       | 555,516      | 76.68        | –5.87        |           |           |
| Votos en blanco        | Votos en blanco                                     | 55,261       | 7.63         | –0.97        |           |           |
| Votos nulos            | Votos nulos                                         | 113,668      | 15.69        | +6.84        |           |           |
| Votos emitidos         | Votos emitidos                                      | 724,445      | 84.32        | –2.79        |           |           |
| Abstenciones           | Abstenciones                                        | 134,701      | 15.68        | +2.79        |           |           |
| Votantes registrados   | Votantes registrados                                | 859,146      |              |              |           |           |
|                        |                                                     |              |              |              |           |           |
| Fuente:                |                                                     |              |              |              |           |           |

### Concejo Provincial de Arequipa
| Cargo                           | Autoridad electa            | Partido político | Partido político                       |
| ------------------------------- | --------------------------- | ---------------- | -------------------------------------- |
| Alcalde Provincial de Arequipa  | Omar Candia Aguilar         |                  | Arequipa Renace                        |
| Regidor Provincial de Arequipa  | Ángel Linares Portilla      |                  | Arequipa Renace                        |
| Regidora Provincial de Arequipa | Shirley Alcocer Pauca       |                  | Arequipa Renace                        |
| Regidor Provincial de Arequipa  | Daniel Muñoz Lazo           |                  | Arequipa Renace                        |
| Regidor Provincial de Arequipa  | Exequiel Medina Lazo        |                  | Arequipa Renace                        |
| Regidor Provincial de Arequipa  | Julio Bernal Gordillo       |                  | Arequipa Renace                        |
| Regidor Provincial de Arequipa  | Manuel Jano Huallpa         |                  | Arequipa Renace                        |
| Regidora Provincial de Arequipa | Cynthia Díaz Suni           |                  | Arequipa Renace                        |
| Regidor Provincial de Arequipa  | Carlos Sánchez Salinas      |                  | Arequipa Renace                        |
| Regidor Provincial de Arequipa  | Óscar Cervantes Bedregal    |                  | Arequipa Renace                        |
| Regidor Provincial de Arequipa  | Christian Batallanos Quispe |                  | Juntos por el Desarrollo de Arequipa   |
| Regidora Provincial de Arequipa | Ingrid Carpio Pérez         |                  | Juntos por el Desarrollo de Arequipa   |
| Regidor Provincial de Arequipa  | Tomás Delgado López         |                  | Arequipa - Unidos por el Gran Cambio   |
| Regidor Provincial de Arequipa  | Pedro Quispe Cornejo        |                  | Arequipa - Unidos por el Gran Cambio   |
| Regidor Provincial de Arequipa  | Luis Gamero Juárez          |                  | Fuerza Arequipeña                      |
| Regidor Provincial de Arequipa  | Jorge Condori Pacheco       |                  | Movimiento Regional Arequipa Avancemos |

## Elecciones municipales distritales

### Sumario general
|         | Arequipa Renace (AR)                        | 5  | –4 |  |  |  |
|         | Juntos por el Desarrollo de Arequipa (JDA)  | 5  | +4 |  |  |  |
|         | Alianza para el Progreso (APP)              | 5  | +5 |  |  |  |
|         | Fuerza Arequipeña (FA)                      | 4  | +1 |  |  |  |
|         | Movimiento Regional Arequipa Avancemos (AA) | 3  | +1 |  |  |  |
|         | Arequipa Transformación (AT)                | 2  | +2 |  |  |  |
|         | Acción Popular (AP)                         | 2  | –1 |  |  |  |
|         | Arequipa - Unidos por el Gran Cambio (AUGC) | 1  | –1 |  |  |  |
|         | Partido Aprista Peruano (APRA)              | 1  | +1 |  |  |  |
|         |                                             |    |    |  |  |  |
| Total   | Total                                       | 28 | ±0 |  |  |  |
|         |                                             |    |    |  |  |  |
| Fuente: |                                             |    |    |  |  |  |

### Resultados por distrito
La siguiente tabla enumera el control de los distritos de la provincia de Arequipa. El cambio de mando de una organización política se resalta del color de ese partido.
| Distrito                      | Alcalde(sa) titular       | Partido político | Partido político          | Alcalde(sa) electo(a)    | Partido político | Partido político          |
| ----------------------------- | ------------------------- | ---------------- | ------------------------- | ------------------------ | ---------------- | ------------------------- |
| Alto Selva Alegre             | Omar Candia Aguilar       |                  | Arequipa Renace           | Samuel Tarqui Mamani     |                  | Arequipa Avancemos        |
| Cayma                         | Harberth Zúñiga Herrera   |                  | Arequipa Renace           | Jaime Chávez Flores      |                  | Juntos por el Desarrollo  |
| Cerro Colorado                | Manuel Vera Paredes       |                  | Se Demostró con Obras     | Benigno Cornejo Valencia |                  | Arequipa Avancemos        |
| Characato                     | Ángel Linares Portilla    |                  | Arequipa Renace           | Jorge Portilla Portilla  |                  | Juntos por el Desarrollo  |
| Chiguata                      | Gregorio Corrales Delgado |                  | Arequipa Avancemos        | Peter Benavente Ramos    |                  | Arequipa Renace           |
| Jacobo Hunter                 | Simón Balbuena Marroquín  |                  | Recuperemos Hunter        | Walter Aguilar Vidal     |                  | Alianza para el Progreso  |
| José Luis Bustamante y Rivero | Ronald Ibáñez Barreda     |                  | Arequipa Renace           | Paul Rondón Andrade      |                  | Arequipa Renace           |
| La Joya                       | Cristhian Cuadros Treviño |                  | Vamos Arequipa            | Gilmar Luna Boyer        |                  | Arequipa Renace           |
| Mariano Melgar                | Edwin Martínez Talavera   |                  | Acción Popular            | Percy Cornejo Barragán   |                  | Arequipa Avancemos        |
| Miraflores                    | Germán Torres Chambi      |                  | Fuerza Arequipeña         | Luis Aguirre Chávez      |                  | Partido Aprista Peruano   |
| Mollebaya                     | Tito Zegarra Lajo         |                  | Arequipa Renace           | Jaime Tueros Ramos       |                  | Alianza para el Progreso  |
| Paucarpata                    | Luis Cornejo Nova         |                  | Arequipa Avancemos        | José Supo Condori        |                  | Alianza para el Progreso  |
| Pocsi                         | Dennis Cornejo Soto       |                  | Juntos por el Desarrollo  | Leibniz Cornejo Soto     |                  | Alianza para el Progreso  |
| Polobaya                      | Toribio Choque Cosi       |                  | Vamos Arequipa            | Luis Gonzáles Adrián     |                  | Arequipa Transformación   |
| Quequeña                      | Estrella Palomino Ramos   |                  | Arequipa Renace           | Laura López Dávalos      |                  | Alianza para el Progreso  |
| Sabandía                      | Santos Salinas Valencia   |                  | Arequipa Renace           | Vidal Gallegos Pinto     |                  | Fuerza Arequipeña         |
| Sachaca                       | Evaristo Calderón Núñez   |                  | Arequipa Renace           | Emilio Díaz Pinto        |                  | Acción Popular            |
| San Juan de Siguas            | Paul Cuadros Portugal     |                  | Fuerza Arequipeña         | Elard Valencia Obando    |                  | Unidos por el Gran Cambio |
| San Juan de Tarucani          | Eustaquio Valero Valero   |                  | Vamos Perú                | Orlink Choque Velásquez  |                  | Arequipa Transformación   |
| Santa Isabel de Siguas        | César Carrasco Gómez      |                  | Fuerza Popular            | Edy Sánchez Alegría      |                  | Arequipa Renace           |
| Santa Rita de Siguas          | Antonio Mestas Quispe     |                  | Acción Popular            | Luis Zela Zela           |                  | Juntos por el Desarrollo  |
| Socabaya                      | Alexi Rivera Cano         |                  | Fuerza Arequipeña         | Wuilber Mendoza Aparicio |                  | Arequipa Renace           |
| Tiabaya                       | Víctor de La Vega Astete  |                  | Vamos Perú                | Miguel Cuadros Paredes   |                  | Fuerza Arequipeña         |
| Uchumayo                      | Gilmar Luna Boyer         |                  | Uchumayo Merece Más       | Víctor Quispe Velásquez  |                  | Acción Popular            |
| Vítor                         | Sandra Bolaños de Zenteno |                  | Acción Popular            | Marco Apaza Cáceres      |                  | Juntos por el Desarrollo  |
| Yanahuara                     | Elvis Delgado Bacigalupi  |                  | Arequipa Renace           | Roger Huerta Presbítero  |                  | Juntos por el Desarrollo  |
| Yarabamba                     | Tomás Delgado López       |                  | Unidos por el Gran Cambio | José Álvarez Málaga      |                  | Fuerza Arequipeña         |
| Yura                          | Luis Gómez Ramírez        |                  | Unidos por el Gran Cambio | Néstor Chicaña Nina      |                  | Fuerza Arequipeña         |